# Гуров Василь Дмитрович
Василь Дмитрович Гуров (нар. 1908, місто Мстиславль, тепер Могильовської області, Білорусь — ?) — український радянський партійний діяч, 1-й секретар Межівського райкому КП(б)У Дніпропетровської області. Депутат Верховної Ради УРСР 3—4-го скликань.

## Біографія
Народився у родині селянина-бідняка. Трудову діяльність розпочав у одинадцятирічному віці наймитом у багатих селян. У 1925 році переїхав у місто Катеринослав (Дніпропетровськ).
З 1925 року — учень слюсаря, слюсар Дніпропетровського металургійного заводу імені Петровського.
Член ВКП(б) з 1932 року.
З 1936 року — на партійній роботі: інструктор Томаківського районного комітету КП(б)У Дніпропетровської області. Закінчив курси керівних партійних працівників. До 1940 року працював інструктором сільськогосподарського відділу Дніпропетровського обласного комітету КП(б)У.
У 1940—1941 роках — 1-й секретар Котовського районного комітету КП(б)У Дніпропетровської області.
З 1941 року — у Червоній армії. Учасник німецько-радянської війни. Воював на Південному, Закавказькому, Північно-Кавказькому, 2-му Білоруському фронтах. Служив командиром роти технічного забезпечення 68-ї механізованої бригади 8-го механізованого корпусу.
У 1945 — січні 1950 р. — 1-й секретар Котовського районного комітету КП(б)У Дніпропетровської області.
У січні 1950 — 1955 р. — 1-й секретар Межівського районного комітету КП(б)У Дніпропетровської області.

## Звання
- капітан

## Нагороди
- орден Знак Пошани (23.01.1948)
- орден Вітчизняної війни ІІ ст. (21.06.1945)
- орден Червоної Зірки (29.01.1945)
- медалі